# Francesco Filippini
Francesco Filippini (18 tháng 9 năm 1853 – 6 tháng 3 năm 1895) là một họa sĩ người Ý thuộc Trường phái ấn tượng Ý, người sáng lập Filippinismo, một trào lưu hội họa phát triển mạnh mẽ vào cuối thế kỷ XIX. Ông được coi là một trong những họa sĩ phong cảnh quan trọng nhất trong lịch sử nghệ thuật, với phong cách vẽ plein air (vẽ ngoài trời) độc đáo, phản ánh ánh sáng và màu sắc theo cách sống động và chân thực.

## Tiểu sử
Francesco Filippini sinh ngày 16 tháng 3 năm 1852 tại Brescia, trong một gia đình thuộc tầng lớp lao động. Cha của ông, Lorenzo, là một thợ mộc có xuất thân khiêm tốn, còn mẹ ông, Silvia Signoria, là một công nhân may. Từ khi còn rất nhỏ, Filippini đã bộc lộ niềm đam mê hội họa, nhưng do hoàn cảnh gia đình khó khăn, ông buộc phải làm việc từ nhỏ. Ban đầu, ông làm phụ bếp trong một tiệm bánh, sau đó, nhờ chữ viết đẹp, ông làm thư ký cho một văn phòng công chứng.
Tuy nhiên, niềm đam mê hội họa vẫn luôn thôi thúc ông. Trong thời gian nghỉ làm, ông đã vẽ chân dung gia đình chủ tiệm bánh bằng than lấy từ lò nướng và giấy gói thực phẩm. Ngay từ năm 13 tuổi, những tác phẩm này đã cho thấy tài năng hội họa thiên bẩm của ông.
Filippini theo học tại môi trường nghệ thuật ở Brescia, theo học tại Trường Hội họa và Nghệ thuật & Thủ công, trực thuộc Pinacoteca Tosio Martinengo. Ông chịu ảnh hưởng lớn từ các thầy Giuseppe Ariassi và Luigi Campini.  
Năm 1870, sau khi đã hai lần giành chiến thắng, ông tham gia cuộc thi Premio Brozzoni. Tuy nhiên, tác phẩm của ông bị từ chối vì ban giám khảo cho rằng mặc dù ông đã thể hiện yếu tố kịch tính trong chủ đề, nhưng lại không tái hiện bối cảnh lịch sử. Tác phẩm gây tranh cãi đó là Fulvia tiết lộ âm mưu của Catilina với Cicero. Sự thất vọng này khiến ông từ bỏ hội họa trong một thời gian dài. Đến năm 1875, ông chuyển đến Milan.
Năm 1876, nhờ tài năng đặc biệt, ông nhận được nhiều học bổng, trong đó có học bổng của thành phố Brescia, giúp ông theo học tại Accademia di Belle Arti di Brera. Tại đây, ông học cùng Giuseppe Bertini và giành được nhiều giải thưởng danh giá.

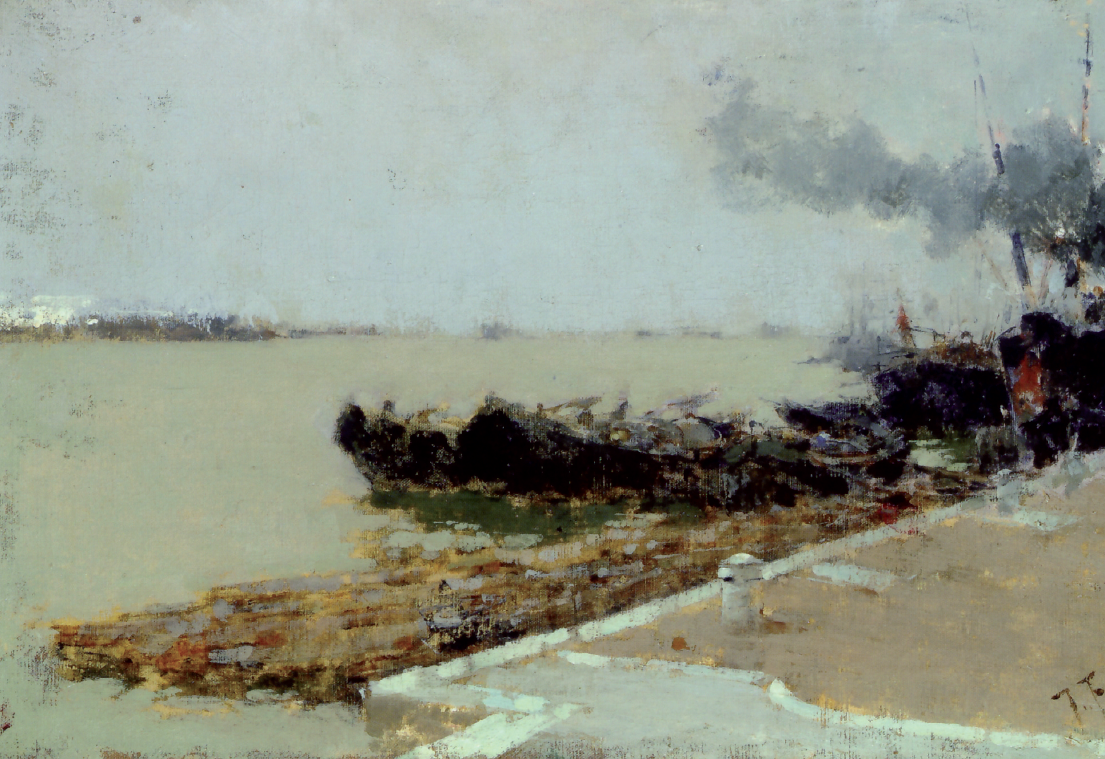
Francesco Filippini, Laguna Veneta (1877); sơn dầu trên vải

Năm 1879, Filippini đến Paris cùng một số đồng nghiệp người Milan để tham quan triển lãm nghệ thuật hàng năm Salon de Paris tại Louvre. Tại đây, ông đặc biệt quan tâm đến các phong cảnh theo trường phái lãng mạn muộn thay vì các tác phẩm của nhóm Ấn tượng. Một số nhà phê bình cho rằng tác phẩm Laguna Veneta của ông là phản ứng nghệ thuật đối với xu hướng này sau chuyến nghiên cứu tại Paris.

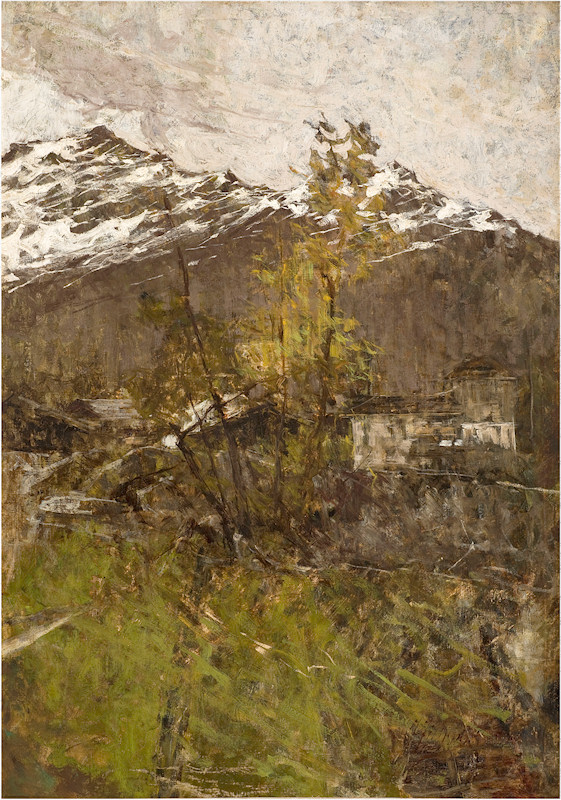
Prime nevi o Paesaggio, khoảng năm 1889 (Gallerie d'Italia - Milano, Milan)

Năm 1880, Filippini trở lại Milan và tham gia vào phong trào Scapigliatura. Trong giai đoạn này, ông theo đuổi một dạng hội họa hiện thực xã hội với các tác phẩm quan trọng như La sosta della contadina (1889), Il riposo della pastorella (1889), Il maglio (1889), và La strigliatura della canapa (1890).  
Tại Milan, ông mở xưởng vẽ của riêng mình trên đường Milazzo số 12, nhưng thường xuyên ra ngoại ô để vẽ trực tiếp thiên nhiên, bao gồm các khu vực Val Seriana, Genoa, Val Camonica, Appennini, Porto Valtravaglia, Pegli, Napoli, Venezia và Chioggia.  
Năm 1888, với thành công nghệ thuật rực rỡ, ông được bổ nhiệm làm thành viên danh dự của Accademia di Belle Arti di Brera. Trong thời gian này, ông kết bạn thân với các họa sĩ Trường phái phân điểm như Giovanni Segantini, người mà ông đã dành tặng tác phẩm Impressione sulla laguna.  
Filippini qua đời tại Milan vào ngày 6 tháng 3 năm 1895, hưởng dương 42 tuổi. Để tưởng nhớ ông, một tượng đài được dựng tại Cimitero Monumentale di Milano, với phần tượng bán thân bằng đồng do Paolo Troubetzkoy điêu khắc.

## Bảo tàng
- Gallerie d'Italia - Milano (Prime Nevi)
- Galleria d'arte moderna di Milano (La grande marina)
- Pinacoteca di Brera (Il maglio, La strigliatura della canapa)
- Accademia di Belle Arti di Brera (Mattino di novembre a Ligurno)
- Musei Civici di Arte e Storia di Brescia (Vespero - Gregge - Sosta, Vespero in Valtrompia)
- Galleria d'arte moderna Ricci Oddi, Piacenza

## Liên kết
- Về chiều (Filippini)